# Isla de Cubagua
La Isla de Cubagua es una isla del mar Caribe ubicada al noreste de Venezuela. Tiene una superficie de 24,5 km² y forma parte del Municipio Tubores del estado Nueva Esparta.

## Toponimia
Los antiguos guaiqueríes conocían la isla por el nombre de Cua Hua, que significa lugar de los cangrejos. Los aborígenes la denominaban de esta manera de acuerdo a la gran abundancia de estos crustáceos en sus costas, que representaban parte importante de su alimentación. Posteriormente, debido a la castellanización, tomaría el nombre de Cubagua, como actualmente se le conoce.

## Historia

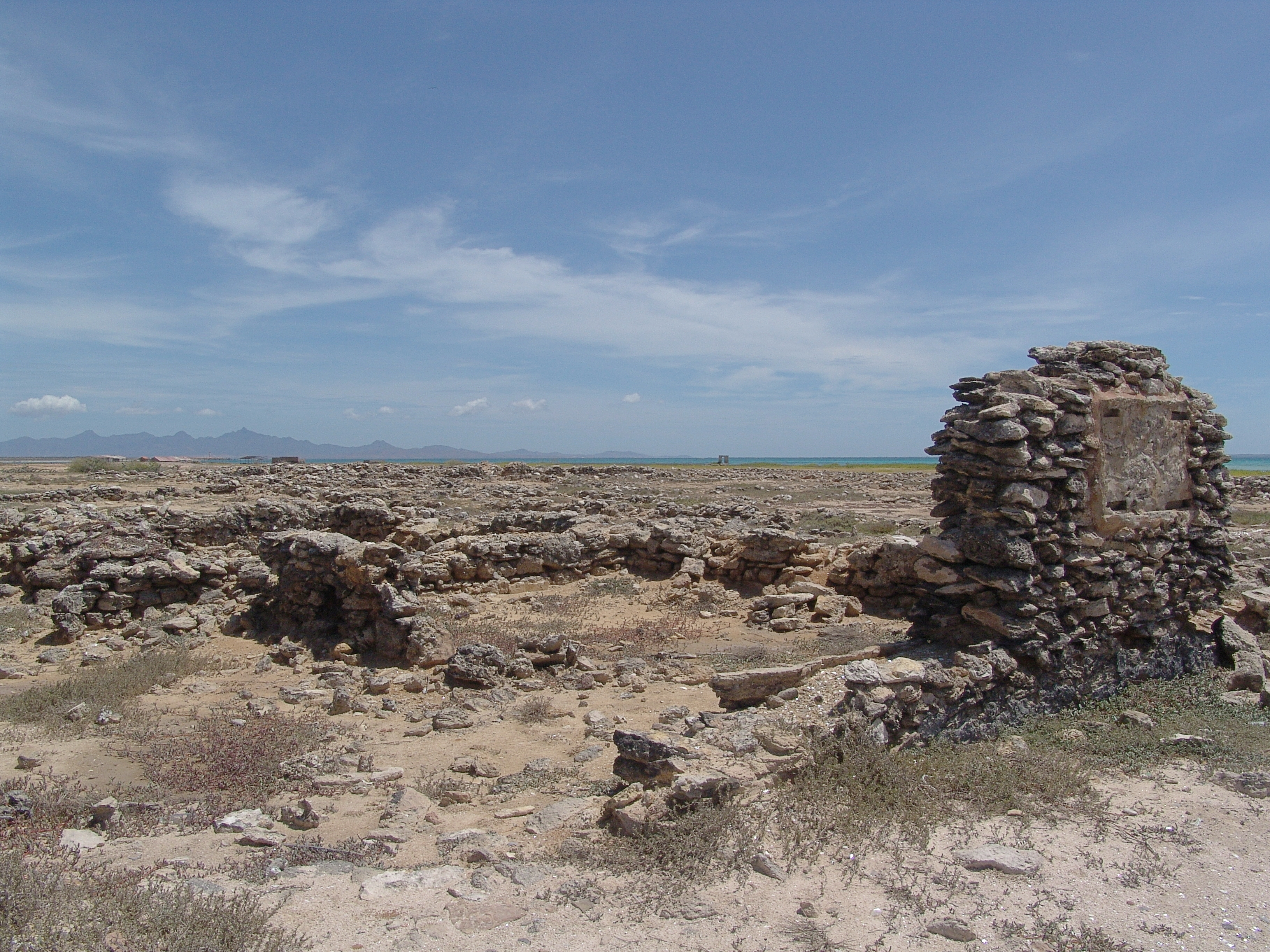
Ruinas de Nueva Cádiz, Isla de Cubagua

Mapa de Nueva Esparta

Cristóbal Colón encontró la isla de Cubagua durante su tercer viaje de descubrimientos y hallazgos cuando navegando hacia occidente por la costa septentrional de la península de Paria, a la que llamó "Tierra de Gracia" (hoy Venezuela), avistó esta isla el 14 de agosto de 1498 y la nombró pese a no desembarcar en ella. Poco después de su descubrimiento, otros navegantes europeos confirmaron la existencia de ricos yacimientos de perlas en Cubagua, cuya explotación dio origen al primer establecimiento español en el sur del Caribe.  Según Fray Bartolomé de las Casas, en 1500, a tan solo 2 años de su avistamiento, ya había en Cubagua 50 aventureros instalados que buscaban afanosamente las preciadas gemas de nácar que usaban los nativos en su ornamento personal.  Este asentamiento de pequeños caseríos españoles para la explotación de estas riquezas perlíferas en Cubagua constaba de un Cabildo y Regidores para 1510.  Pero el poblado se realizaba en esta temprana fecha espontáneamente, sin seguir patrones hispánicos, ya que aún en 1517 se señala que la población residía en toldos y chozas.
Al principio fallan todos los intentos oficiales de conseguir la colonización de Cubagua, el problema de abastecimiento de agua es primordial y se llega a la conclusión de que el establecimiento de una villa en Cubagua no puede fructificar sin la previa construcción de una fortaleza en la desembocadura del río de la actual Cumaná, el cual era el que suministraba el agua.
La versión de Gonzalo Fernández de Oviedo de que el establecimiento de Cubagua data de 1517 se considera acertada. Bajo la protección de la fortaleza de Cumaná, que finalmente fue construida a principios de 1523, la aldea de Cubagua es rápidamente organizada y surge un auge extraordinario por la explotación de los placeres de perlas. 
No es probable que antes de 1525 los vecinos de la aldea de Cubagua tuviesen conciencia de villa o ciudad. En ninguno de los registros de perlas de 1521 a 1525, que son las primeras fuentes locales de Cubagua que se conocen, se menciona el nombre del poblado de esta isla, y solo hablan de Cubagua.
En 1526 el poblado fue elevado a la categoría de Villa con la denominación de “Villa de Santiago de Cubagua”, aunque al parecer nunca utilizó este título. El 13 de septiembre de 1528 se le otorga a este poblado el rango de ciudad, se dota de escudo de armas, se dictan las primeras ordenanzas que conceden a la ciudad autonomía política y se le cambia su nombre por el de “Nueva Cádiz”.  Mediante estas ordenanzas, la ciudad de Nueva Cádiz, hoy reconocida como la primera ciudad de Venezuela, no dependía de La Española y podía comerciar directamente con Castilla. Esto contribuye a que los pobladores de Nueva Cádiz estimulen su actividad. Se disponen a construir su ciudad, sustituyen las chozas por casas de piedra, material traído desde Araya y aumenta el número de habitantes.
Entre 1531 y 1532 los lechos perlíferos muestran los primeros signos de agotamiento. El auge creciente de la población, con escasos medios de vida, creó en Nueva Cádiz problemas de abastecimiento de víveres, agua y leña. Los víveres llegaban desde Santo Domingo, el agua del río Manzanares en Cumaná y la leña era transportada desde la Isla Margarita. Cuando escasean las perlas buscan nuevas pesquerías y con la autorización de la Real Audiencia de Santo Domingo y del Rey Carlos I se movilizan al Cabo de la Vela.
La desaparición de Cubagua fue un proceso lento debido fundamentalmente a la falta de agua, a la resistencia de los indígenas, al trabajo extenuante de las pesquerías de perlas y por las conquistas de tierras lejanas. La visita de los corsarios franceses significó una grave amenaza para la supervivencia de la ciudad. Asimismo, embarcaciones de caribes merodeaban los contornos de la isla. Sin embargo, la causa fundamental de la despoblación de Cubagua fue la desaparición de los ostrales.
La población no emigró de golpe. Coincidente con el auge de las pesquerías en Cubagua ya hay una migración al Cabo de la Vela, porque no eran suficientes las de Cubagua. Para 1537 la isla se va despoblando y en 1541 la historia señala que sobrevino un huracán que la asoló y posible terremoto y sus pobladores huyeron a Margarita y fundaron un pueblo. A las ruinas de Nueva Cádiz, donde aún permanecían unos 10 habitantes, en 1543 arribaron piratas franceses quienes dejaron la ciudad envuelta en llamas y provocaron nuevamente el abandono de la isla.
Aunque no se conoce la fecha exacta de su abandono total por los españoles en esta temprana época, la historia señala que para 1545 un grupo de vecinos de Nueva Cádiz aspiran incorporar a Margarita bajo su jurisdicción, lo cual confirma la existencia de población en la isla al menos para esa fecha. 
El agotamiento completo de los ostrales perlíferos de Cubagua en el año 1857, determina el abandono definitivo de esta isla y en adelante será visitada por pescadores que improvisarán rancherías.
Existe la creencia de la existencia de restos arquitectónicos bajo el mar. Lo cierto es que hay desconcertantes estructuras en forma de monolitos que se encuentran en el lecho marino cercano a la costa. Si se observa con detenimiento esta formación, debajo del agua o en un mapa, las columnas están dispuestas en dos hileras paralelas. 
El análisis de las rocas indica que están compuestas por un tipo de arenisca que no existe en la isla de Cubagua, por esto se cree que las columnas son de origen artificial. Se intuye que de la península de Araya y de la isla de Margarita se traían piedras para ser utilizadas en la construcción de las viviendas y la edificación de la ciudad de Nueva Cádiz.
En 1979 las ruinas de Nueva Cádiz fueron declaradas Monumento Nacional.  En las últimas décadas se han establecido pequeños campamentos turísticos que son visitados por personas que llegan primero a la isla de Margarita.
| Fecha                    | Evento                                 | Detalles                                                                                |
| ------------------------ | -------------------------------------- | --------------------------------------------------------------------------------------- |
| 14 de agosto de 1498     | Descubrimiento por Cristóbal Colón     | Colón avista la isla de Cubagua pero no desembarca en ella.                             |
| 1500                     | Primeros asentamientos                 | Según Fray Bartolomé de las Casas, ya hay 50 aventureros instalados en busca de perlas. |
| 1510                     | Organización                           | Se establece un Cabildo y Regidores en la isla.                                         |
| 1517                     | Establecimiento de Cubagua             | Gonzalo Fernández de Oviedo considera esta la fecha de establecimiento.                 |
| Principios de 1523       | Construcción de la fortaleza de Cumaná | La fortaleza se construye para suministrar agua a Cubagua.                              |
| 1526                     | Elevación a Villa                      | El poblado se convierte en “Villa de Santiago de Cubagua”.                              |
| 13 de septiembre de 1528 | Concesión de rango de ciudad           | La ciudad se renombra como "Nueva Cádiz" y se le otorga autonomía política.             |
| 1531-1532                | Agotamiento de perlas                  | Se muestran los primeros signos de agotamiento de los lechos perlíferos.                |
| 1537-1541                | Despoblamiento y desastres naturales   | La isla se va despoblando y sufre un huracán y posible terremoto.                       |
| 1543                     | Ataque de piratas franceses            | La ciudad es incendiada y abandonada.                                                   |
| 1545                     | Últimas referencias de población       | Vecinos aspiran a incorporar Margarita bajo su jurisdicción.                            |
| 1857                     | Abandono definitivo                    | Agotamiento completo de los ostrales perlíferos.                                        |
| 1979                     | Declaración como Monumento Nacional    | Las ruinas de Nueva Cádiz son declaradas Monumento Nacional.                            |

## Geografía

### Topografía
La isla es de 9,2 por 3,2 km de tamaño, de una forma elíptica con el eje más largo de este a oeste. Su superficie es de 24 km². La costa se compone de acantilados desde cinco hasta siete metros de altura en el sur, y de 20 a 24 metros de altura en el norte, pero también hay diversas playas. La elevación más alta de la isla en sur parte superior plana llega a 32 metros.

### Suelo
Es seco y carece de masas de agua superficial (el agua dulce solo se encuentra en pequeñas reservas subterráneas). La precipitación anual es de 250 mm, que es el valor de un desierto seco. Las temperaturas son cerca de 25 °C todo el año, con poca fluctuación.

### Vegetación
La vegetación desértica (xerófila) de la isla la hace esencialmente estéril pero incluye una serie de especies de cactus como el cardón de dato (Ritterocereus griseus), buche, melón de cerro, sabana o monte (Melocactus caesius), guamacho (Pereskia guamacho), y tuna (Opuntia tuna), así como unas pocas legumbres (familia Fabaceae), como el mezquite (Prosopis juliflora), dividivi (Caesalpinia coriaria), Stylosanthes viscosa, y la sangre de drago (Croton flavens).

### Fauna
La isla cuenta con pequeñas poblaciones de conejos margariteños, cabras asilvestradas, iguanas y una gran población de perros callejeros típicos de la isla.

## Demografía
Según el censo realizado por el Instituto del Patrimonio Cultural en agosto de 2007, habitan en la isla permanentemente 32 adultos y 19 niños, distribuidos en 4 sub-comunidades del norte de la isla.
- Playa Falucho
- Playa Charagato
- Punta Charagato
- Punta la Cabecera.

Si se suman los pescadores itinerantes de otras partes de Nueva Esparta y del vecino Sucre, esta cifra puede sobrepasar las 300 personas en un año.

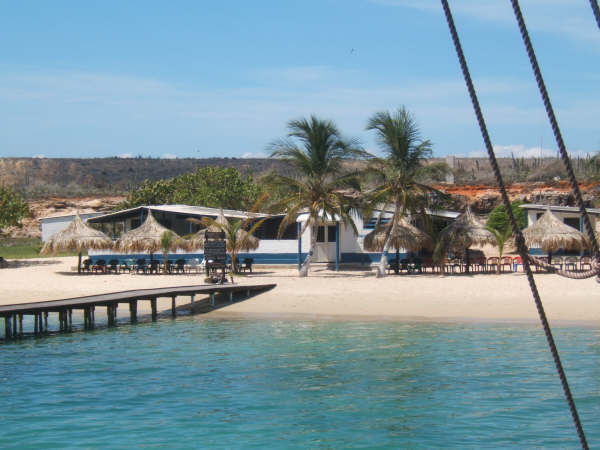
Pequeño muelle en la Isla de Cubagua

Las imágenes basadas en los satélites detalladas solo muestran cinco casas en el área. Algunas casas más se encuentran en la costa del oeste, alrededor a medio camino entre Punta Arenas y Punta La Horca, la extremidad occidental de la isla.
La isla es visitada por turistas (principalmente europeos) y la mayor parte se concentra en la bahía de Charagato. Sin embargo, no posee infraestructura de alojamiento, por lo cual deben pernoctar en las vecinas islas de Margarita y Coche. Es por tal motivo que se considera un núcleo turístico de excursionismo. Hay proyectos de alojamiento aún en estudio, mayormente campamentos y posadas.

## Política y Gobierno
A diferencia de la vecina Isla de Coche que posee sus propias instituciones y alcaldía, Cubagua es administrada como parte de uno de los municipios (Tubores) ubicados en la isla principal del estado venezolano de Nueva Esparta (el cual también está conformado por la isla de Margarita y la isla de Coche, la sede del gobierno municipal está en la localidad margariteña de Punta de Piedras.